# Leon Coronato (1691)
Il Leon Coronato fu un vascello di linea veneziano da 68 cannoni che prestò servizio nella Armada tra il 1691 e il 9 febbraio 1695.

## Storia
La costruzione del vascello da 62 cannoni Leon Coronato fu ordinata dal Senato della Repubblica di Venezia il 3 giugno 1690, e la nave fu impostata nello stesso anno sotto la direzione del Proto dei Marangoni Iseppo di Piero de Pieri. La nuova nave fu varata presso l'Arsenale il 28 marzo 1691 ed entrò, con armamento portato a 68 cannoni, a far parte dell' Armata Grossa in quello stesso mese. La rapidità di costruzione della nave portò a Iseppo de Pieri un aumento giornaliero della retribuzione pari a 10 soldi. Gli intagli e le dorature del vascelli San Lorenzo Giustinian e Leon Coronato erano costate 300 ducati. A causa della difficoltà nel reperire i componenti dell'equipaggio il Leon Coronato salpò per il Levante troppo tardi per prendere parte alla campagna militare del 1691, raggiungendo l'Armata Grossa nel mese di settembre, al comando del governator di nave Giovanni Morelli. Il difetto principale rilevato dal capitano straordinario delle navi Daniele IV Dolfin nella costruzione del Leon Coronato fu la eccessiva altezza della soglia dei portelli dei cannoni. I loro affusti vennero elevati di circa mezzo piede (quasi 20 cm), incrementando così il rinculo e di conseguenza il rischio che il cannone potesse ribaltarsi al momento dello sparo.
All'epoca era in corso la guerra di Morea che vedeva contrapposti la Repubblica di Venezia e l'Impero turco. Il Leon Coronato, al comando del capitano Gasparo Bragadin, partecipò alla battaglia di Spalmadori in forza alla squadra navale veneziana al comando del capitano generale da mar Antonio Zeno. Il 9 febbraio 1695 la flotta veneziana, composta dai vascelli Stella Maris (nave ammiraglia, 70 cannoni), Rosa (60), San Lorenzo Giustinian (70), Leon Coronato, Nettuno (60), Valor Coronato (54), San Domenico (60), Redentor del Mondo (70), Vittoria (60), San Nicolò (54), Sacra Lega (60), Drago Volante (60), Fama Volante (50), Madonna della Salute (50), Venere Armata (52), Ercole Vittorioso (60), San Antonio di Padova (50), Pace ed Abbondanza (50), San Giovanni Battista Piccolo (50), San Vittorio (62), e San Giovanni Battista Grande, da 5 galeazze e 21 galee si trovava posizionata a difesa dell'isola di Chio, vicino alle Oinousses, un piccolo gruppo di isole al largo di Capo Karaburun nell'Anatolia occidentale. Quel giorno Zeno impegnò combattimento contro la squadra turca dell'ammiraglio Hacı Hüseyin Pascià forte di 20 velieri e 20 galee.
Nel durissimo combattimento la squadra veneziana perse per incendio i vascelli Stella Maris (dove si trovava imbarcato il capitano straordinario delle navi Girolamo Priuli), Leon Coronato (incendiatosi a sua volta nel tentativo di soccorrere la "Capitana") e Drago Volante (esploso dopo che il fuoco raggiunse la Santa Barbara), mentre il vascello San Vittorio rimase gravemente danneggiato. In particolare il Leon Coronato, chiamato da Priuli a soccorrere la Stella Maris, a causa di un errore del pilota che accostò sottovento al vascello incendiato fece si che il fuoco si propagasse alle vele del Leon Coronato estendendosi subito dopo all'attrezzatura e allo scafo. Verso le 15:00 il Leon Coronato esplose, seguito poco dopo dalla Stella Maris, con una perdita complessiva, compreso lo stesso Priuli, di circa 1.000 uomini.
Nel Museo storico navale dell'Arsenale di Venezia si trovano i modelli della prua e della poppa del Leon Coronato. Nel 2017 alcuni subacquei turchi hanno localizzato nel Mare Egeo due relitti affiancati a una profondità di 65 m, indicandoli come quelli dello Stella Maris e del Leon Coronato, ed esplorandoli successivamente.

### Annotazioni
1. ↑  Il team di ricercatori ha provato ad individuare anche il relitto del Drago Volante, ma fermandosi nelle ricerche per non sconfinare nelle acque territoriali greche.

### Fonti
1. 1 2  http://www.veneziamuseo.it/ARSENAL/schede_arsenal/vascelli.htm.
2. 1 2 3 4  Threedecks.
3. ↑  Levi 1896, p. 24.
4. 1 2 3  Nani Mocenigo 1938, p. 94.
5. ↑  Candiani 2009, p. 268.
6. ↑  Candiani 2009, p. 273.
7. ↑  Candiani 2009, p. 274.
8. 1 2  Candiani 2009, p. 275.
9. ↑  Nani Mocenigo 1938, p. 91.
10. 1 2  Candiani 2009, p. 303.
11. ↑  Divernet.